# Hoa hậu Thế giới 1984

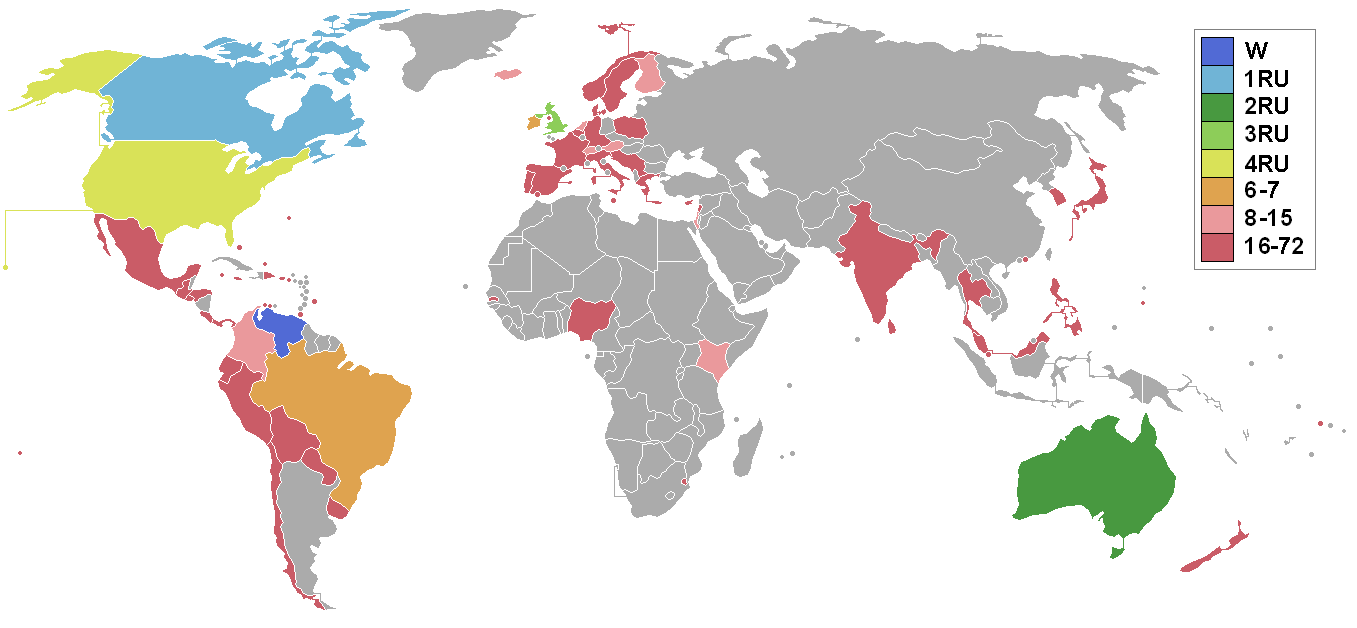
Các quốc gia và vùng lãnh thổ tham dự cuộc thi và kết quả.

Hoa hậu Thế giới 1984 là cuộc thi Hoa hậu Thế giới lần thứ 34 được tổ chức ngày 15 tháng 11 năm 1984 tại Royal Albert Hall, Luân Đôn, Vương quốc Anh. Người chiến thắng là Astrid Carolina Herrera từ Venezuela.

## Kết quả

### Thứ hạng
| Kết quả               | Thí sinh |
| --------------------- | --- |
| Hoa hậu Thế giới 1984 | - Venezuela – Astrid Carolina Herrera |
| Á hậu 1               | - Canada – Constance Ellen (Connie) Fitzpatrick |
| Á hậu 2               | - Úc – Lou-Anne Caroline Ronchi |
| Top 7                 | - Brazil – Adriana Alves de Oliveira - Ireland – Olivia Tracey - Vương quốc Anh – Vivienne Mary Rooke - Hoa Kỳ – Kelly Lea Anderson |
| Top 15                | - Áo – Heidemarie Pilgerstorfer - Colombia – Ángela Patricia Janiot - Phần Lan – Anna-Liisa Tilus - Hà Lan – Nancy Neede - Iceland – Berglind Johansen - Israel – Iris Louk - Kenya – Khadija (Kate) Adam Ismail - Thụy Sĩ – Silvia Anna Affolter |

### Giải thưởng đặc biệt
| Giải thưởng     | Thí sinh                                        |
| --------------- | ----------------------------------------------- |
| Hoa hậu Cá tính | - Panama - Ana Luisa Seda Reyes                 |
| Hoa hậu Ảnh     | - Venezuela - Astrid Carolina Herrera Irrazabal |

### Các nữ hoàng sắc đẹp châu lục
| Khu vực        | Thí sinh                               |
| -------------- | -------------------------------------- |
| Châu Phi       | - Kenya – Khadija (Kate) Adam Ismail   |
| Châu Mỹ        | - Venezuela – Astrid Carolina Herrera  |
| Châu Á         | - Israel – Iris Louk                   |
| Châu Âu        | - Vương quốc Anh – Vivienne Mary Rooke |
| Châu Đại dương | - Úc – Lou-Anne Caroline Ronchi        |

## Thí sinh
| Quốc gia/Lãnh thổ    | Thí sinh                             | Quê nhà             |
| Quần đảo Virgin (Mỹ) | Sandy Lewis                          | St. Croix           |
| Aruba                | Margaret Jane Bislick                | Oranjestad          |
| Úc                   | Lou-Ann Caroline Ronchi              | Perth               |
| Áo                   | Heidemarie Pilgerstorfer             | Linz                |
| Bahamas              | Yvette Monique Rolle                 | Nassau              |
| Barbados             | Gale Angela Thomas                   | Christ Church       |
| Bỉ                   | Brigitte Maria Antonia Muyshondt     | Antwerp             |
| Bermuda              | Rhonda Cherylene Wilkinson           | St. Georges         |
| Bolivia              | Erika Weise                          | Santa Cruz          |
| Brazil               | Adriana Alves de Oliveira            | São Paulo           |
| Canada               | Constance Ellen (Connie) Fitzpatrick | Hamilton            |
| Quần đảo Cayman      | Thora Ann Crighton                   | George Town         |
| Chile                | Maria Soledad García Leinenweber     | Santiago            |
| Colombia             | Angela Patricia Janiot Martirena     | Bucaramanga         |
| Costa Rica           | Catalina Maria Blum Peña             | San José            |
| Curaçao              | Ivette del Carmen Atacho             | Willemstad          |
| Síp                  | Emilia Groutidou                     | Pappos              |
| Đan Mạch             | Pia Melchioren                       | Frederikshavn       |
| Cộng hòa Dominica    | Mayelinne Ines de Lara Almanzar      | Bonao               |
| Ecuador              | Maria Sol Corral Zambrano            | Guayaquil           |
| El Salvador          | Celina Maria Lopez Parraga           | San Salvador        |
| Phần Lan             | Anna-Liisa Tilus                     | Helsinki            |
| Pháp                 | Martine Robine                       | Paris               |
| Gambia               | Mirabelle Carayol                    | Banjul              |
| Đức                  | Brigitta Berx                        | Düsseldorf          |
| Gibraltar            | Karina Suzanne Hollands              | Gibraltar           |
| Hy Lạp               | Vassiliki (Vana) Barba               | Athens              |
| Guam                 | Janet Rachelle Clymer                | Mangilao            |
| Guatemala            | Carla Giovanna Aldana Fontana        | Thành phố Guatemala |
| Hà Lan               | Nancy Neede                          | Amsterdam           |
| Honduras             | Myrtice Elitha Hyde                  | San Pedro Sula      |
| Hồng Kông            | Đường Lệ Cầu                         | Hồng Kông           |
| Iceland              | Berglind Johansen                    | Reykjavik           |
| Ấn Độ                | Suchita Kumar                        | Mumbai              |
| Ireland              | Olivia Marie Tracey                  | Dublin              |
| Đảo Man              | Jill Armstrong                       | Braddan             |
| Israel               | Iris Louk                            | Rishon LeZion       |
| Ý                    | Federica Silvia Tersch               | Milan               |
| Jamaica              | Jacqueline Q. Crichton               | Kingston            |
| Nhật Bản             | Ayako Ohsone                         | Tōkyō               |
| Kenya                | Khadija (Kate) Ismail Adam           | Nairobi             |
| Hàn Quốc             | Lee Joo-hee                          | Seoul               |
| Liban                | Eliane Khoury                        | Beirut              |
| Malaysia             | Christine Teo Pick Yoon              | Kuala Lumpur        |
| Malta                | Graziella Attard Previ               | Gzira               |
| México               | Mariana Sofia Urrea Stetner          | Guadalajara         |
| New Zealand          | Barbara Rose McDowell                | Auckland            |
| Nigeria              | Cynthia Oronsaye                     | Lagos               |
| Na Uy                | Ingrid Maria Martens                 | Oslo                |
| Panama               | Ana Luisa Seda Reyes                 | Thành phố Panama    |
| Paraguay             | Susana Maria Ivansiuten Haurelechen  | Encarnacion         |
| Peru                 | Gloria Cristina Loayza-Guerra        | Trujillo            |
| Philippines          | Aurora Elvira Gayoso Sevilla         | Manila              |
| Ba Lan               | Magdalena Jaworska                   | Warsaw              |
| Bồ Đào Nha           | Maria Leonor Mendes Correia          | Lisbon              |
| Puerto Rico          | Maria de los Angeles Rosas Silva     | San Juan            |
| Singapore            | Jenny Li Peng Koh                    | Singapore           |
| Tây Ban Nha          | Juncal Rivero Fadrique Castilla      | Valladolid          |
| Sri Lanka            | Bhagya Udeshinka Gunasinghe          | Colombo             |
| Swaziland            | Busie Motsa                          | Manzini             |
| Thụy Điển            | Brigitte Madeleine Gunnarsson        | Malmo               |
| Thụy Sĩ              | Silvia Anna Affolter                 | Sarnen              |
| Tahiti               | Hinarii Kilian                       | Punaauia            |
| Thái Lan             | Intira Insompoh                      | Băng Cốc            |
| Trinidad và Tobago   | Ria Judy Joanne Rambardan            | Tunapuna            |
| Turks & Caicos       | Miriam Coralita Adams                | Grand Turk          |
| Vương quốc Anh       | Vivienne Mary Rooke                  | Bristol             |
| Hoa Kỳ               | Kelly Lea Anderson                   | Clarksburg          |
| Uruguay              | Giselle Barthou Quintes              | Montevideo          |
| Venezuela            | Astrid Carolina Herrera Irrazábal    | Caracas             |
| Tây Samoa            | Ana Bentley                          | Apia                |
| Nam Tư               | Dinka Delić                          | Zenica              |

## Thông tin về các cuộc thi quốc gia

### Trở lại
- Lần cuối tham gia vào năm 1968
  -  Kenya
- Lần cuối tham gia vào năm 1979
  -  Nigeria
- Lần cuối tham gia vào năm 1982
  -  Sri Lanka
  -  Tahiti

### Bỏ cuộc
- Indonesia
- Liberia
- Tonga
- Thổ Nhĩ Kỳ không tham dự Hoa hậu Thế giới bởi vì các vấn đề với nhượng quyền thương mại giữa cuộc thi quốc gia diễn ra và việc cử đại diện tham dự quốc tế.

### Thông tin cuộc thi
- Bỉ, Bermuda, Quần đảo Cayman, Phần Lan, Pháp, Gambia, Đức, Hà Lan, Honduras, Iceland, Na Uy, và Thụy Sĩ đã tham dự Hoa hậu Hoàn vũ 1984 tại Miami bốn tháng trước khi cuộc thi Hoa hậu Thế giới diễn ra.
- Hà Lan, Nancy Neede, vào bán kết ở cả hai cuộc thi Hoa hậu Hoàn vũ và Hoa hậu thế giới trong cùng năm.
- Brazil Á hậu 3 Hoa hậu Hoàn vũ 1981 và cũng bị thất bại bởi một người Venezuela, Irene Saez, trong khi Úc thất bại khi không vào được bán kết Hoa hậu Hoàn vũ 1982.
- Ba Lan, Magdalena Jaworska mất ngày 8 tháng 7 năm 1994 khi bị điện giật lúc cô đang tắm.
- Canada, Connie Fitzpatrick hiện nay là giám đốc Tổ chức Hoa hậu Thế giới Canada.
- Colombia, Patricia Janiot, hiện nay là phát thanh viên trên đài CNN.
- Ireland, Olivia Marie Tracey, cũng đã lọt vào bán kết Hoa hậu Hoàn vũ 1985. Olivia trở thành một trong những diễn viên Hollywood nổi tiếng nhất hiện nay.
- 6 trong tổng số 15 thí sinh vào bán kết năm nay không có tên ở năm trước: Canada và Venezuela (1981), Úc, Phần Lan và Thụy Sĩ (1982). Kenya vào vòng bán kết lần đầu tiên trong lịch sử mặc dù tham dự cuộc thi từ năm 1960.

## Điểm số các thí sinh trong phần thi sơ bộ
| Quốc gia/Lãnh thổ    | Số điểm | Quốc gia/Lãnh thổ | Số điểm |
| Quần đảo Virgin (Mỹ) | 18      | Israel            | 25      |
| Aruba                | 19      | Ý                 | 19      |
| Úc                   | 31      | Jamaica           | 19      |
| Áo                   | 27      | Nhật Bản          | 19      |
| Bahamas              | 18      | Kenya             | 20      |
| Barbados             | 22      | Hàn Quốc          | 20      |
| Bỉ                   | 23      | Liban             | 18      |
| Bermuda              | 18      | Malaysia          | 18      |
| Bolivia              | 20      | Malta             | 20      |
| Brazil               | 34      | México            | 19      |
| Canada               | 33      | New Zealand       | 21      |
| Quần đảo Cayman      | 20      | Nigeria           | 18      |
| Chile                | 22      | Na Uy             | 25      |
| Colombia             | 28      | Panamá            | 20      |
| Costa Rica           | 18      | Paraguay          | 19      |
| Curaçao              | 22      | Perú              | 20      |
| Síp                  | 18      | Philippines       | 18      |
| Đan Mạch             | 18      | Ba Lan            | 26      |
| Cộng hoà Dominican   | 19      | Bồ Đào Nha        | 20      |
| Ecuador              | 19      | Puerto Rico       | 21      |
| El Salvador          | 19      | Singapore         | 18      |
| Phần Lan             | 28      | Tây Ban Nha       | 20      |
| Pháp                 | 21      | Sri Lanka         | 19      |
| Gambia               | 18      | Swaziland         | 18      |
| Đức                  | 25      | Thụy Điển         | 22      |
| Gibraltar            | 18      | Thụy Sĩ           | 28      |
| Hy Lạp               | 18      | Tahiti            | 22      |
| Guam                 | 18      | Thái Lan          | 19      |
| Guatemala            | 19      | Trinidad & Tobago | 18      |
| Hà Lan               | 28      | Turks & Caicos    | 18      |
| Honduras             | 19      | Vương quốc Anh    | 35      |
| Hồng Kông            | 18      | Hoa Kỳ            | 34      |
| Iceland              | 27      | Uruguay           | 23      |
| Ấn Độ                | 18      | Venezuela         | 34      |
| Ireland              | 32      | Tây Samoa         | 18      |
| Đảo Man              | 18      | Nam Tư            | 25      |

## Liên kết
- Trang chủ của cuộc thi Hoa hậu Thế giới